# Škedenj
Škedenj – wieś w Słowenii, w gminie Slovenske Konjice. W 2018 roku liczyła 75 mieszkańców.